# Canada Open 2011
Die Canada Open 2011 im Badminton fanden in Richmond vom 19. bis 24. Juli 2011 statt.

## Austragungsort
- Richmond Olympic Oval

## Sieger und Platzierte
| Disziplin    | Gold                         | Silber                         | Bronze                               |
| ------------ | ---------------------------- | ------------------------------ | ------------------------------------ |
| Herreneinzel | Marc Zwiebler                | Taufik Hidayat                 | Kazumasa Sakai                       |
| Herreneinzel | Marc Zwiebler                | Taufik Hidayat                 | Wong Wing Ki                         |
| Dameneinzel  | Cheng Shao-chieh             | Pi Hongyan                     | Nozomi Okuhara                       |
| Dameneinzel  | Cheng Shao-chieh             | Pi Hongyan                     | Tai Tzu-ying                         |
| Herrendoppel | Ko Sung-hyun Lee Yong-dae    | Liu Xiaolong Qiu Zihan         | Bodin Isara Maneepong Jongjit        |
| Herrendoppel | Ko Sung-hyun Lee Yong-dae    | Liu Xiaolong Qiu Zihan         | Ingo Kindervater Johannes Schöttler  |
| Damendoppel  | Cheng Shu Bao Yixin          | Cheng Wen-hsing Chien Yu-chin  | Sandra Marinello Birgit Michels      |
| Damendoppel  | Cheng Shu Bao Yixin          | Cheng Wen-hsing Chien Yu-chin  | Luo Ying Luo Yu                      |
| Mixed        | Michael Fuchs Birgit Michels | Chen Hung-ling Cheng Wen-hsing | Maneepong Jongjit Savitree Amitrapai |
| Mixed        | Michael Fuchs Birgit Michels | Chen Hung-ling Cheng Wen-hsing | Liu Cheng Luo Ying                   |

## Finalergebnisse
| Disziplin    | Sieger                       | Finalist                       | Ergebnis     |
| ------------ | ---------------------------- | ------------------------------ | ------------ |
| Herreneinzel | Marc Zwiebler                | Taufik Hidayat                 | 21–13, 25–23 |
| Dameneinzel  | Cheng Shao-chieh             | Pi Hongyan                     | 21–15, 21–11 |
| Herrendoppel | Ko Sung-hyun Lee Yong-dae    | Liu Xiaolong Qiu Zihan         | 21–18, 21–16 |
| Damendoppel  | Cheng Shu Bao Yixin          | Cheng Wen-hsing Chien Yu-chin  | 21–13, 23–21 |
| Mixed        | Michael Fuchs Birgit Michels | Chen Hung-ling Cheng Wen-hsing | 21–10, 23–21 |